# Джейк Герберт
Джейк Герберт (англ. Jake Herbert; нар. 6 березня 1985, Піттсбург, Пенсільванія) — американський борець вільного стилю, срібний призер чемпіонату світу, чемпіон та срібний призер Панамериканських ігор, срібний призер кубку світу, учасник Олімпійських ігор.

## Життєпис
Боротьбою почав займатися з 1993 року.
Виступав за Ньюйоркський атлетичний клуб. Тренери — Сін Бормет (з 2004), Дрю Парніно (з 2004).

## Спортивні результати на міжнародних змаганнях

### Виступи на Олімпіадах
| Змагання                    | Збірна | Вагова категорія          | Місце |
| --------------------------- | ------ | ------------------------- | ----- |
| Літні Олімпійські ігри 2012 | США    | вільна боротьба, до 84 кг | 7     |

### Виступи на Чемпіонатах світу
| Змагання                        | Збірна | Вагова категорія          | Місце  |
| ------------------------------- | ------ | ------------------------- | ------ |
| Чемпіонат світу з боротьби 2009 | США    | вільна боротьба, до 84 кг | Срібло |
| Чемпіонат світу з боротьби 2010 | США    | вільна боротьба, до 84 кг | 25     |
| Чемпіонат світу з боротьби 2015 | США    | вільна боротьба, до 86 кг | 32     |

### Виступи на Панамериканських іграх
| Змагання                  | Збірна | Вагова категорія          | Місце  |
| ------------------------- | ------ | ------------------------- | ------ |
| Панамериканські ігри 2011 | США    | вільна боротьба, до 84 кг | Золото |
| Панамериканські ігри 2015 | США    | вільна боротьба, до 86 кг | Срібло |

### Виступи на Кубках світу
| Змагання                    | Збірна | Вагова категорія          | Місце  |
| --------------------------- | ------ | ------------------------- | ------ |
| Кубок світу з боротьби 2010 | США    | вільна боротьба, до 84 кг | Срібло |

### Виступи на Чемпіонатах світу серед студентів
| Змагання                                        | Збірна | Вагова категорія          | Місце  |
| ----------------------------------------------- | ------ | ------------------------- | ------ |
| Чемпіонат світу з боротьби серед студентів 2006 | США    | вільна боротьба, до 84 кг | Бронза |
| Чемпіонат світу з боротьби серед студентів 2008 | США    | вільна боротьба, до 84 кг | Бронза |

### Виступи на інших змаганнях
| Змагання                                                     | Збірна | Вагова категорія          | Місце  |
| ------------------------------------------------------------ | ------ | ------------------------- | ------ |
| Міжнародний меморіал Дейва Шульца 2008                       | США    | вільна боротьба, до 84 кг | Золото |
| Золотий Гран-прі з боротьби 2009                             | США    | вільна боротьба, до 84 кг | 9      |
| Золотий Гран-прі з боротьби 2010 (Баку)                      | США    | вільна боротьба, до 84 кг | Срібло |
| Міжнародний турнір Ньюйоркського атлетичного клубу 2010      | США    | вільна боротьба, до 84 кг | Золото |
| Золотий Гран-прі з боротьби 2011 (Красноярськ)               | США    | вільна боротьба, до 84 кг | 5      |
| Золотий Гран-прі з боротьби 2011 (Баку)                      | США    | вільна боротьба, до 84 кг | 10     |
| Тестовий турнір FILA 2011                                    | США    | вільна боротьба, до 84 кг | 5      |
| Інтерконтинентальний кубок з боротьби 2014                   | США    | вільна боротьба, до 86 кг | 5      |
| Гран-прі «Іван Яригін» 2015                                  | США    | вільна боротьба, до 86 кг | 12     |
| Гран-прі Парижа з боротьби 2015                              | США    | вільна боротьба, до 86 кг | 7      |
| Beat the Streets 2015                                        | США    | вільна боротьба, до 86 кг | Срібло |
| Олімпійський кваліфікаційний турнір з боротьби 2016 (Фріско) | США    | вільна боротьба, до 86 кг | Бронза |